# Hugo V van Saint-Pol
Hugo V van Saint-Pol ook gekend als Hugo I van Châtillon en Hugo I van Blois (circa 1197 - 9 april 1248) was van 1226 tot 1248 graaf van Saint-Pol en van 1230 tot 1241 graaf van Blois.

## Levensloop
Hugo was een zoon van heer Wouter III van Châtillon en Elisabeth van Saint-Pol, dochter van graaf Hugo IV van Saint-Pol. Nadat Hugo IV in 1205 stierf, volgde zijn vader hem op als graaf van Saint-Pol. Na de dood van zijn vader en zijn oudere broer Gwijde II werd Hugo in 1226 graaf van Saint-Pol en heer van Châtillon.
In 1216 huwde hij met Agnes van Bar, dochter van graaf Theobald I van Bar. Het huwelijk bleef echter kinderloos. Na de dood van Agnes hertrouwde hij in 1226 met Maria, dochter van heer Wouter II van Avesnes en gravin Margaretha van Blois. Ze kregen vijf kinderen:
- Jan I (overleden in 1280), graaf van Blois en heer van Avesnes
- Gwijde III (overleden in 1289), graaf van Saint-Pol
- Wouter (overleden in 1261), heer van Crécy en Crèvecœur van Troissy en  Châtillon, de Crécy-en-Brie, de Crèvecœur, getrouwd met Isabelle van Villehardouin, een van hun kinderen is Gaucher V de Châtillon connétable van Frankrijk van 1302 tot 1329.
- Hugo (overleden in 1255)
- Basilia (overleden in 1280), abdis van Notre Dame du Val

Toen Maria in 1230 haar moeder Margaretha opvolgde als gravin van Blois, werd Hugo de eerste graaf van Blois uit het huis Châtillon. De dood van Maria in 1241 betekende het einde van het huis Blois dat 300 jaar over het graafschap Blois had geregeerd. Hun oudste zoon Jan I erfde dat jaar het graafschap Blois. Na haar dood hertrouwde Hugo met Mahaut, dochter van graaf Arnoud II van Guînes. 
Op het einde van zijn leven was Hugo van plan om koning Lodewijk IX van Frankrijk te volgen toen die de Zevende Kruistocht begon. Hij overleed in 1248 nog voor hij aan deze kruistocht kon deelnemen. Zijn tweede zoon Gwijde III erfde het graafschap Saint-Pol en de heerlijkheid Châtillon.

## Voorouders
| Voorouders van Hugo V van Saint-Pol (1197-1248) | Voorouders van Hugo V van Saint-Pol (1197-1248)                             | Voorouders van Hugo V van Saint-Pol (1197-1248)                             | Voorouders van Hugo V van Saint-Pol (1197-1248)                             | Voorouders van Hugo V van Saint-Pol (1197-1248)                             | Voorouders van Hugo V van Saint-Pol (1197-1248)                             | Voorouders van Hugo V van Saint-Pol (1197-1248)                             | Voorouders van Hugo V van Saint-Pol (1197-1248)                             | Voorouders van Hugo V van Saint-Pol (1197-1248)                             |
| ----------------------------------------------- | --------------------------------------------------------------------------- | --------------------------------------------------------------------------- | --------------------------------------------------------------------------- | --------------------------------------------------------------------------- | --------------------------------------------------------------------------- | --------------------------------------------------------------------------- | --------------------------------------------------------------------------- | --------------------------------------------------------------------------- |
| Overgrootouders                                 | ? (-) ∞ ? (-)                                                               | ? (-) ∞ ? (-)                                                               | Robert I van Dreux (1123-1188) ∞ Havise van Évreux (-)                      | Robert I van Dreux (1123-1188) ∞ Havise van Évreux (-)                      | Anselm van Saint-Pol (–1165) ∞ Eustachia van Perche-Gouët (-)               | Anselm van Saint-Pol (–1165) ∞ Eustachia van Perche-Gouët (-)               | Boudewijn IV van Henegouwen (1110–1171) ∞ Adelheid van Namen(1130-1169)     | Boudewijn IV van Henegouwen (1110–1171) ∞ Adelheid van Namen(1130-1169)     |
| Grootouders                                     | Gwijde II van Châtillon (1138-1173) ∞ 1160 Adelheid van Dreux (1136-1182)   | Gwijde II van Châtillon (1138-1173) ∞ 1160 Adelheid van Dreux (1136-1182)   | Gwijde II van Châtillon (1138-1173) ∞ 1160 Adelheid van Dreux (1136-1182)   | Gwijde II van Châtillon (1138-1173) ∞ 1160 Adelheid van Dreux (1136-1182)   | Hugo IV van Saint-Pol (1135-1200) ∞ Yolande van Henegouwen (1131-1202)      | Hugo IV van Saint-Pol (1135-1200) ∞ Yolande van Henegouwen (1131-1202)      | Hugo IV van Saint-Pol (1135-1200) ∞ Yolande van Henegouwen (1131-1202)      | Hugo IV van Saint-Pol (1135-1200) ∞ Yolande van Henegouwen (1131-1202)      |
| Ouders                                          | Wouter III van Châtillon (1166-1219) ∞ 1160 Elisabeth van Saint-Pol (-1220) | Wouter III van Châtillon (1166-1219) ∞ 1160 Elisabeth van Saint-Pol (-1220) | Wouter III van Châtillon (1166-1219) ∞ 1160 Elisabeth van Saint-Pol (-1220) | Wouter III van Châtillon (1166-1219) ∞ 1160 Elisabeth van Saint-Pol (-1220) | Wouter III van Châtillon (1166-1219) ∞ 1160 Elisabeth van Saint-Pol (-1220) | Wouter III van Châtillon (1166-1219) ∞ 1160 Elisabeth van Saint-Pol (-1220) | Wouter III van Châtillon (1166-1219) ∞ 1160 Elisabeth van Saint-Pol (-1220) | Wouter III van Châtillon (1166-1219) ∞ 1160 Elisabeth van Saint-Pol (-1220) |